# Dinar algérien
Pour les articles homonymes, voir Dinar et DZD.
Le dinar algérien (en arabe : الدينار الجزائري ; en berbère : ⴷⵉⵏⴰⵕ ⴰⵣⵣⴰⵢⵔⵉ ) ; symbole monétaire : DA ; code ISO : DZD est l'unité monétaire de l'Algérie depuis le 1er avril 1964. Il a remplacé le nouveau franc français. Il est divisé en 100 centimes. Il est convertible mais non exportable.

## Histoire monétaire
Le dinar algérien est l'unité monétaire de la République algérienne depuis le 1er avril 1964, date à laquelle il a remplacé le nouveau franc français par la loi 64-111 du 10 avril 1964.
Jusqu'en 1970, le dinar était équivalent à plus ou moins 1 franc français ou 180 milligrammes d'or, ce qui donnait pour 1 dollar américain, un cours de 4,94 DZD. En 1973, il passe à 4,19 DZD pour 1 dollar. Depuis 1974, les accords de Bretton Woods devenant caduques, la valeur du dinar a été fixée suivant l’évolution d’un panier regroupant les 14 principales monnaies mondiales. À la suite du contre-choc pétrolier, une détérioration du solde de la balance des paiements en plus du resserrement des marchés de capitaux, et une surévaluation du dinar a imposé, entre 1986 et 1990, la nécessité d'une dépréciation du cours par rapport au dollar américain, qui passe de 4,82 DZD à 12,191 DZD, soit pour le dollar une hausse locale de 153 %. Une seconde dépréciation prend place en septembre 1991 de l’ordre de 22 %, pour s'ouvrir au commerce extérieur. Le 10 avril 1994, une nouvelle dévaluation intervient, de 40,17 %, agréée par le FMI, dans le but de stabiliser les comptes extérieurs et d'enrayer la chute du dinar. Tout au long des années 2000, la dérive à la baisse du dinar algérien s'est poursuivie. En résumé, de 1986 à 2002, le cours du dinar a été déprécié de 4,82 DZD à 79,92 DZD pour 1 USD, soit de 1 558 %. Au début de l'année 2012, et à la suite des fortes augmentations de salaires des fonctionnaires durant l'année 2011, l'État a opéré une nouvelle fois une dévaluation d'environ  10 % du dinar par rapport au dollar et à l'euro.
| Année                                            | 1965 | 1970 | 1975 | 1980 | 1985 | 1990  | 1995  | 2000  | 2005  | 2010  | 2015   | 2020   |
| 1 dollar américain (USD) en dinar algérien       | -    | 4,94 | 3,95 | 4,21 | 4,01 | 7,86  | 44,61 | 76,87 | 74,84 | 74,52 | 107.27 | 132,07 |
| 1 euro en dinar algérien                         | -    | -    | -    | -    | -    | -     | -     | 71,53 | 88,29 | 99,57 | 116,79 | 161,31 |
| 1 dinar tunisien (TND) en dinar algérien         | -    | 9,40 | 9,82 | 9,48 | 6,03 | 10,20 | 50,40 | 55,55 | 53,70 | 52,62 | 52,75  | 48,98  |
| 1 dirham marocain (MAD) en dinar algérien        | -    | 0,98 | 0,98 | 0,98 | 0,50 | 1,09  | 5,58  | 7,19  | 7,88  | 8,92  | 10,83  | 14,79  |
| Source : Perspective monde - Version 7.6 07-2011 |      |      |      |      |      |       |       |       |       |       |        |        |

## Émissions monétaires actuelles

### Billets de banque
En 2023, onze coupures en dinar algérien (DA) sont utilisées couramment. Les billets de 100 DA (1992), 200 DA (1992), 500 DA (1992, 1998, 2018), 1000 DA (1992, 1998, 2018) et 2000 DA (2011, 2020). En 2014, les billets de 100 dinars type (1981 et 1982) et de 200 dinars type (1983), circulaient toujours concomitamment avec les billets de 100 dinars et 200 dinars actuellement en circulation, ayant perdu leur cours légal au 1er janvier 2015, ils conservent néanmoins leur pouvoir libératoire jusqu'au 31 décembre 2024. En 2019, deux nouvelles coupures de 500 DA et 1000 DA voient le jour. D'autre part, une nouvelle coupure de 2000 DA a été injectée en 2021 et un autre billet de 2000 DA en polymère, commémorant le 60e anniversaire de l'indépendance de l'Algérie, ainsi que la tenue de la 31e session du Sommet de la Ligue arabe à Alger, a été émis fin 2022.
| Valeur | 100 DA                                | 200 DA                                | 500 DA                                | 1 000 DA                               | 2 000 DA                               | 500 DA (nouveau)                      | 1 000 DA (nouveau)                     | 2 000 DA (nouveau) |
| ------ | ------------------------------------- | ------------------------------------- | ------------------------------------- | -------------------------------------- | -------------------------------------- | ------------------------------------- | -------------------------------------- | ------------------ |
| Avers  | Avers d'un billet de 100 DZD de 1992  | Avers d'un billet de 200 DZD de 1992  | Avers d'un billet de 500 DZD de 1998  | Avers d'un billet de 1000 DZD de 1998  | Avers d'un billet de 2000 DZD de 2011  | Avers d'un billet de 500 DZD de 2018  | Avers d'un billet de 1000 DZD de 2018  |                    |
| Revers | Revers d'un billet de 100 DZD de 1992 | Revers d'un billet de 200 DZD de 1992 | Revers d'un billet de 500 DZD de 1998 | Revers d'un billet de 1000 DZD de 1998 | Revers d'un billet de 2000 DZD de 2011 | Revers d'un billet de 500 DZD de 2018 | Revers d'un billet de 1000 DZD de 2018 |                    |

### Pièces de monnaie
Les dix pièces en circulation en Algérie, sont datées de 1992 à 2020. Certaines ont eu des variations commémoratives de l'illustration du revers. Les pièces des séries précédentes circulent toujours en parallèle. Avec l'inflation de la décennie 1990, les centimes ne sont plus du tout utilisés. Les pièces de 1/4 dinar et de 1/2 dinar sont officielles, mais ne circulent donc plus. 
| Valeur | 1/4 D.A.                                        | 1/2 D.A.                                    | 1 D.A.                                    | 2 D.A.                                     | 5 D.A.                                     |
| ------ | ----------------------------------------------- | ------------------------------------------- | ----------------------------------------- | ------------------------------------------ | ------------------------------------------ |
| Avers  | Avers d'une pièce d'un quart de dinar algérien  | Avers d'une pièce d'un demi-dinar algérien  | Avers d'une pièce de 1 dinar algérien     | Avers d'une pièce de 2 dinars algériens    | Avers d'une pièce de 5 dinars algériens    |
| Revers | Revers d'une pièce d'un quart de dinar algérien | Revers d'une pièce d'un demi-dinar algérien | Revers d'une pièce de 1 dinar algérien    | Revers d'une pièce de 2 dinars algériens   | Revers d'une pièce de 5 dinars algériens   |
| Valeur | 10 D.A.                                         | 20 D.A.                                     | 50 D.A.                                   | 100 D.A.                                   | 200 D.A.                                   |
| Avers  | Avers d'une pièce de 10 dinars algériens        | Avers d'une pièce de 20 dinars algériens    | Avers d'une pièce de 50 dinars algériens  | Avers d'une pièce de 100 dinars algériens  | Avers d'une pièce de 200 dinars algériens  |
| Revers | Revers d'une pièce de 10 dinars algériens       | Revers d'une pièce de 20 dinars algériens   | Revers d'une pièce de 50 dinars algériens | Revers d'une pièce de 100 dinars algériens | Revers d'une pièce de 200 dinars algériens |

## Dinar algérien dans le langage courant
Dans l'usage quotidien, à l'oral, les Algériens ont trois manières de compter le dinar :

- 1 dinar = 100 francs (مية فرنك myat frank) = 20 doros (عشرين دورو ‘ašryn doro)
- 2 dinars = 200 francs (مائتان فرنك myatan frank) = 40 doros (أربعين دورو ‘arb'yn doro)
- 10 dinars = 1 000 francs (ألف فرنك alf frank) = 200 doros (مائتان دورو myatan doro parfois defra)
- 50 dinars = 5 000 francs (خمس آلاف فرنك khems âlf frank parfois cincoha) = 10x100  (عشر مئة  ‘ašrmya )
- 100 dinars = 10 000 francs (عشر آلاف فرنك ‘ašrâlf frank parfois tekhmima) = 20x100 doros (عشرين مئة  ‘ašryn mya )
- 200 dinars = 20 000 francs (عشرين آلاف فرنك ‘ašhrinelf frank parfois houbla ou makama) = 40x100 doros ( ربعين  مئة  rab'yn mya )
- 500 dinars = 50 000 francs (خمسين آلاف فرنك khemsinelf frank  parfois pascala) = 100x100 doros (مئة مئة  ‘myat mya )
- 1000 dinars = 100 000 francs (ميياتالف فرنك myâtâlf frank parfois méssaka) = 200x100 doros (مائتين مية  mitine mya )
- 2000 dinars = 200 000 francs ( ميتين آلاف فرنك mytinelf frank parfois naânaâa ou s12) = 400x 100 doros (ربعة ميات مية  rab'a myat mya )

### Le centime ou ancien franc
Il est égal à 0,01 dinar. Cent dinars se dit عشرة آلاف ‘ašr alaf - dix-mille - 10 000 et un dinar se dit مآئة فرنك myat frank - cent francs.
On ne prononce que le montant sans l'unité pour les sommes supérieures à dix mille dinars. C'est l'usage le plus répandu de nos jours. Son utilisation se fait dans toutes les langues de l'Algérie. En dessous de cent dinars, son utilisation demeure cantonnée aux anciennes générations. On le retrouve de moins en moins. Il est né de l'ancien franc. En 1964, 100 anciens francs valaient 1 nouveau franc et 1 dinar algérien.

### Le dinar
C'est l'usage officiel depuis 1964. Il est de plus en plus utilisé dans le langage courant.

### Le doro
Il est égal à 0,05 dinar. Un dinar se dit عشرين دورو ‘ašryn doro - vingt doros.
Son usage est de moins en moins répandu hors des marchés et reste réservé aux petites sommes. Il se fait exclusivement en arabe ou en amazigh. Son utilisation est ancienne Duro en espagnol veut dire dur. Il était le surnom donné en Espagne à la pièce de 5 pesetas qui était faite dans un métal dur contrairement aux pièces d'or. Durant la colonisation, on appela doro la pièce de 5 francs puis de 5 centimes en 1960 et enfin de 5 centimes de dinar en 1964. Le doro était à parité égale avec le rial marocain lorsque le franc était la monnaie d'Afrique du nord.